# Jeffrey Zeigler
Jeffrey Zeigler ist ein US-amerikanischer Cellist.
Zeigler studierte an der Eastman School of Music der University of Rochester bei Stephen Doane (Bachelor) und erlangte als Assistent von Paul Katz an der Shepherd School of Music der Rice University den Mastergrad. Er setzte seine Ausbildung bei Janos Starker an der Indiana University und bei William Pleeth und Zara Nelsova an der Britten-Pears School in Aldeburgh fort.

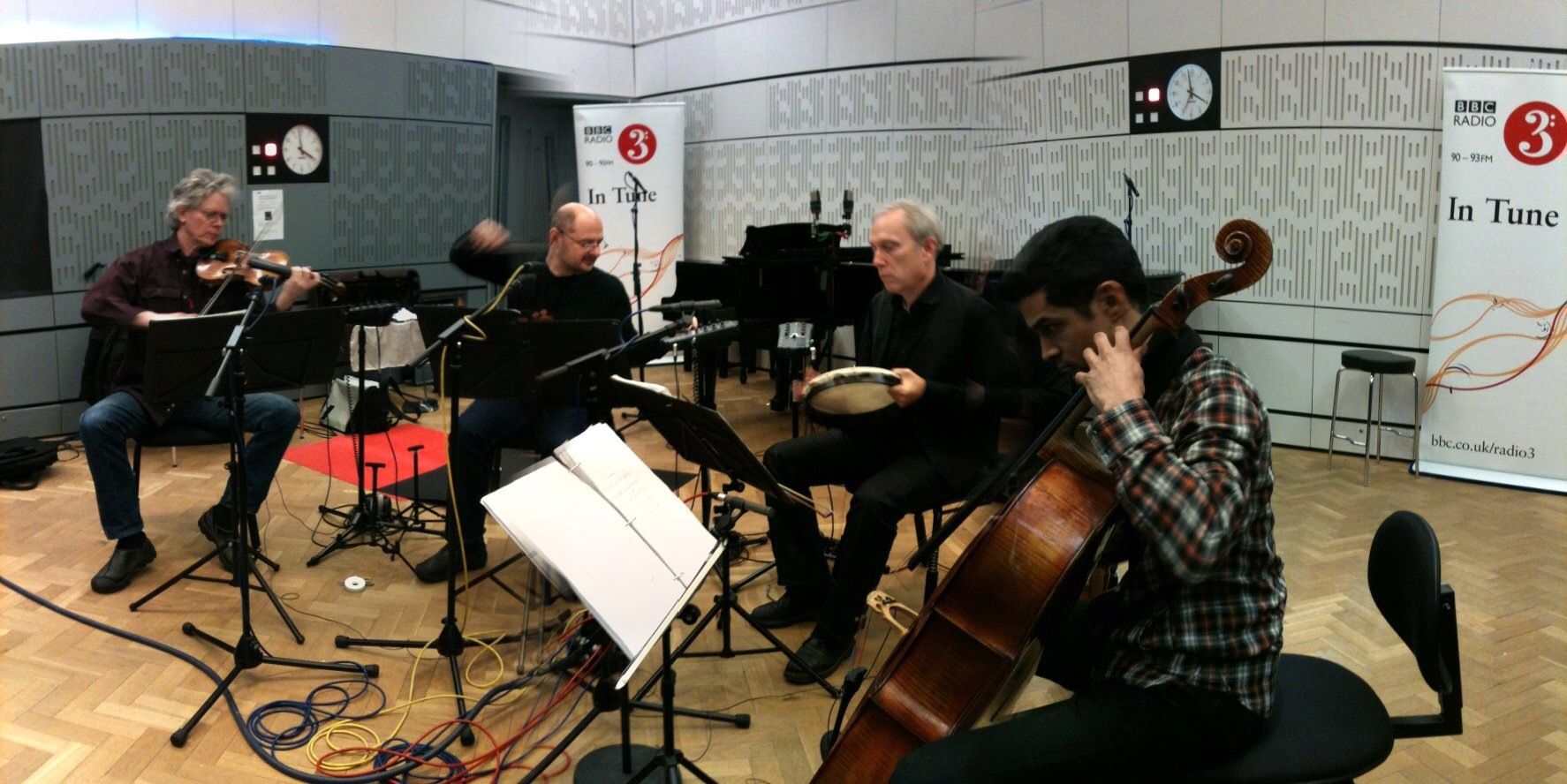
Zeigler mit dem Kronos Quartet (2012)

Von 1998 bis 2004 war er Mitglied des Corigliano Quartet, von 2005 bis 2013 des Kronos Quartet. Als Mitglied des letzteren hatte er Gelegenheit, mit Musikern wie Henryk Gorecki, Steve Reich, Noam Chomsky, Howard Zinn und Tom Waits zusammenzuarbeiten.
Als Solist trat Zeigler u. a. mit dem Los Angeles Philharmonic Orchestra, dem Toronto Symphony Orchestra, der Royal Danish Radio Symphony, dem Sinfonieorchester Basel und dem Brooklyn Philharmonic Orchestra und unter der Leitung u. a. von Seiji Ozawa, Christoph Eschenbach, Michael Tilson Thomas, Leonard Slatkin, Robert Spano, Roger Norrington, Mstislav Rostropowitsch, Peter Oundjian, James Conlon, John Adams und Dennis Russell Davies auf. Außerdem gab es Zusammenarbeiten und Tourneen mit Künstlern wie Yo-Yo Ma und Tanya Tagaq, Philip Glass und Hauschka, John Zorn und John Corigliano, Laurie Anderson und Siddhartha Mukherjee.
Zeigler spielte mehr als 200 Werk-Uraufführungen, darunter Kompositionen von John Adams, Laurie Anderson, Damon Albarn, John Corigliano, Philip Glass, Henryk Gorecki, Vladimir Martynov, Steve Reich, Terry Riley, Valentin Silvestrov und Peteris Vasks. Er spielte die Welturaufführung von Mark Adamos Cellokonzert in der Carnegie Hall und die europäische Erstaufführung von Eric Whitacres The Sacred Veil in London, wirkte an Paolo Prestinis Oper Old Man and the Sea unter Leitung von Karmina Šilec mit und bildet mit dem Slam-Poeten Roger Bonair-Agard, Andy Akiho und Sean Dixon die Punkband (M)iymoto is Black Enough. Auch ist er in den Soundtracks von Paolo Sorrentino La Grande Bellezza und Darren AronofskyThe Fountain zu hören.
Er nahm Alben bei Nonesuch Records, Deutsche Grammophon, Smithsonian Folkways und Blue Note Records (Not Too Late mit Norah Jones) auf und leitet das Label National Sawdust Tracks, wo er u. a. Alben Kamala Sankarams und der Gewinner der Hildegard Competition for Female, Trans, and Non-Binary Composers veröffentlichte. Weiterhin war er Cellist in Residence an der Texas Christian University und Gastdozent an der Indiana University Bloomington, unterrichtet an der Cellofakultät des Mannes College of Music und ist Gastprofessor an der University of Oregon.

## Weblink
- Website von Jeffrey Zeigler